# Triplemanía IV
Triplemanía IV fue la edición número 4 de Triplemanía, evento de pago por visión de lucha libre profesional producido por la empresa mexicana Asistencia Asesoría y Administración. El evento se realizó el 15 de junio de 1996 desde la Plaza de Toros de Orizaba en Orizaba, Veracruz. Esta edición fue la primera vez en ser realizada en la Plaza de Toros de Orizaba en Orizaba, Veracruz, y la tercera vez que se realiza en un estado diferente, tras los Triplemanía I y II.

## Resultados
- Tinieblas jr., Máscara Sagrada jr., Rado jr. y Halcón dorado jr. derrotaron a Los payasos y Carin "La Momia", por medio de la descalificación, en una lucha de 3 caídas.
  - Tinieblas jr. le aplica un "foul" a Caris "La Momia", pero el referí no lo ve; al no ver esto el referí, Tinieblas jr. finge que a él también le aplicaron un "foul" y es por eso que el referí le da a él la victoria.
- La Parka, Octagon y Máscara Sagrada derrotaron a Cien Caras, Heavy Metal y Cior en una lucha Tipos de combates de lucha libre profesional#Lumberjack match (con cinturones).
  - Máscara Sagrada hizo que se rindiera Cior con una llave.
- Rey Misterio derrotó a Juventud Guerrera, por medio de la descalificación en una lucha donde el ganador se gana dos automóviles.
  - Juventud Guerrera fue descalificado ya que intervinieron otros luchadores a su favor.
- Los Villanos IV y V con El Cibernético derrotaron a Octagon, El Perro Aguayo y Psicosis, en una lucha de 3 caídas.
  - Los villanos cubrieron a Octagon después de quitarle la máscara, lo cual los referís no vieron.
  - Durante la lucha Psicosis traicionó a los técnicos (Octagon y al Perro Aguayo) y la lucha se convirtió en una lucha de 2 vs 4.
  - Después de la lucha el Hijo del Perro Aguayo intervino a favor de su padre, pero no lo logró porque el Villano III llegó a favor de los rudos.